# Jarrell
Jarrell – miasto w Stanach Zjednoczonych, w stanie Teksas, w hrabstwie Williamson.